# Menhir de Vauroux
Le menhir de Vauroux est un mégalithe datant du Néolithique situé sur le territoire de Bevaix dans le canton de Neuchâtel, en Suisse.

## Situation
Le menhir se dresse dans un pré entre Cortaillod et Bevaix sur une petite colline. Une ferme du même nom se trouve derrière le menhir.

## Description
Haut de 3 m hors du sol, le menhir de Vauroux est un des plus grands des menhirs des rives du lac de Neuchâtel. La partie enfouie mesure 0,8 m. Sa forme est très régulière et légèrement ogivale. Le manque de vestiges attestés autour de ce genre de mégalithes isolés rend leur datation difficile, mais il a probablement été dressé pendant le Ve millénaire av. J.-C. (Néolithique moyen), lors de la première phase de construction mégalithique en Suisse, ou pendant le IIIe millénaire av. J.-C. (Néolithique final), lors d'une deuxième phase de construction.
Les paysans de la région considéraient ce genre de mégalithes dans les champs ou les vignes comme des obstacles, ce qui a mené à un essai de déchaussement afin de l'enterrer dans les années 1860, mais le menhir était trop grand et trop lourd. Il resta cependant incliné jusqu'à ce que le propriétaire des lieux le fit redresser en 1934.

## Signification
Les menhirs sont un phénomène du Ve millénaire av. J.-C. sur le territoire suisse qui coïncide avec l'arrivée de l'agriculture. On retrouve des menhirs principalement dans l'ouest du pays, notamment sur la rive nord du lac de Neuchâtel, la haute vallée du Rhône et dans le bassin lémanique,. Leurs créateurs les taillent dans des blocs erratiques d'origine alpine, choisi pour leur résistance à l'érosion afin qu'ils durent, et on leur donne une forme géométrique ou anthropomorphique, choix néanmoins plus rare. Certains sites, comme Treytel-A Sugiez ou Saint-Aubin Derrière La Croix, recèlent une multitude de menhirs, arrangés en alignements, et s'interprètent en tant que des lieux avec un caractère social et rituel. La signification des menhirs individuels éparpillés entre le bord du lac et les dernières moraines sur les flancs du Jura à 650 m, implanté sur des terrasses, seuls monuments pérennes dans le paysage au Ve millénaire av. J.-C., est cependant plus difficile à saisir,. Des interprétations possible sont des balises de chemins, de croisements, de source d'eau ou de matières premières. En raison de leur pérennité dans le paysage, un lien avec l'orientation et la structuration des terres est possible,. Autrement, on peut aussi y voir une signification symbolique en tant que repères pour des lieux sacrés ou rituels, ou en commémoration de personnes, voire comme représentations de divinités.